# Aoiz
Aoiz en espagnol ou Agoitz en basque, est un village et une municipalité de la communauté forale de Navarre, dans le Nord de l'Espagne.
Elle est située dans la zone mixte, dans la comarque d'Aoiz à 28 km de sa capitale, Pampelune.
Le nombre d'habitants en 2020 était de 2 777.

## Situation socio-linguistique
La langue majoritaire de la population est l'espagnol. En 2011, le pourcentage de bascophone était de 17,4 %. La municipalité est située dans la zone linguistique mixte depuis 1986, où certains services comme l'éducation et l'administration sont en espagnol et en basque. Quant à l'évolution de la langue basque dans cette zone, de 1991 à 2018, le poids relatif des bascophones dans la société navarraise n'a cessé d'augmenter, passant de 5,2 % à 12,4 % (de 9,5 % à 14,1 % pour l'ensemble de la Navarre).
Selon les cartes linguistiques historiques, dans la région d'Agoitz, le basque était la langue d'usage depuis plusieurs siècles, mais vers la fin du XIXe siècle (1863), elle fut progressivement remplacée par l'espagnol.

## Démographie
| Évolution démographique                              | Évolution démographique | Évolution démographique | Évolution démographique | Évolution démographique | Évolution démographique | Évolution démographique | Évolution démographique | Évolution démographique | Évolution démographique | Évolution démographique |
| 1996                                                 | 1998                    | 1999                    | 2000                    | 2001                    | 2002                    | 2003                    | 2004                    | 2005                    | 2006                    | 2007                    |
| ---------------------------------------------------- | ----------------------- | ----------------------- | ----------------------- | ----------------------- | ----------------------- | ----------------------- | ----------------------- | ----------------------- | ----------------------- | ----------------------- |
| 1 848                                                | 1 861                   | 1 838                   | 1 842                   | 1 862                   | 1 892                   | 2 001                   | 2 099                   | 2 109                   | 2 175                   | 2 242                   |
| Sources: Aoiz et instituto de estadística de navarra |                         |                         |                         |                         |                         |                         |                         |                         |                         |                         |

## Élections
| Parti politique                        | 2007    | 2007     | 2003    | 2003     | 2003 |
| Parti politique                        | Votes % | Contrées | Votes % | Contrées |      |
| Agrupación Independiente de Aoiz (AIA) | 61,93 % | 7        | 80,16 % | 8        |      |
| Nafarroa Bai (Nabai)                   | 34,89 % | 4        | -       | -        |      |
| Eusko Alkartasuna (EA)                 | -       | -        | 16,26 % | 1        |      |

## Personnalités
- Patxi Eugi Cabodevilla[6]. Pelotari, actuellement en activité, tient le poste d'avant. Idole de nombreux habitants de ce village, il a son propre groupe de supporters qui l'encourage dans ses parties.

### Sources
- (es) Cet article est partiellement ou en totalité issu de l’article de Wikipédia en espagnol intitulé « Aoiz » (voir la liste des auteurs).